# Sommar i P1
Sommar, ofta omnämnt som Sommar i P1, är ett program i Sveriges Radio som varje sommar sänds i P1 med start klockan 13:00. Programledarna är särskilt inbjudna "sommarvärdar" (eller "sommarpratare"), som ansvarar för var sin dag. De presenterar sig själva, talar om fritt valda ämnen och spelar musik som de själva valt. I regel väljs aktuella personer till sommarvärdar. Sommar har en motsvarighet i december som heter Vinter (även kallat Vinter i P1).

## Historik och beskrivning

### Bakgrund
Det första programmet sändes den 29 juni 1959. Idén till programmet kom från Tage Danielsson, som då var chef för radiounderhållningen på Sveriges Radio, och producenten Jörgen Cederberg, som också var den allra första sommarvärden. De första åren sändes programmet omväxlande i P1 och P2, ibland samsändes det i båda kanalerna.
Då programmet flyttades från P3 till P1 1993 blev Cederberg chef för programmet under fyra år. Sedan 1997 är Bibi Rödöö projektledare för programmet, vilket innebär att hon ansvarat för denna programserie längre än någon tidigare medarbetare. Under åren då programmet sändes i P3 var bland andra Jacob Dahlin projektledare.

### Utveckling
I början av programmets historia fungerade de så kallade sommarvärdarna som hallåor, och samma personer återkom många gånger i denna roll de första åren. Utrikeskorrespondenten och kåsören Torsten Ehrenmark var sommarpratare 50 gånger, lika många gånger som Jörgen Cederberg, ett numera svårslaget rekord. Gösta Knutsson var sommarvärd 42 gånger, Maud Reuterswärd 34 gånger, Georg Eliasson 28 gånger, Pekka Langer 26 gånger, Carl-Uno Sjöblom och Lars Ulvenstam bägge 22 gånger, Bengt Feldreich och Carl-Olof Lång bägge 21 gånger. Hans Alfredson och Tage Danielsson har båda hörts i "Sommar" 16 gånger. Utrikeskorrespondenten och kåsören Barbro Alving (signaturen "Bang") var sommarvärd 13 gånger.
Numera håller sommarvärdarna personliga program och får tala om "i princip vad som helst" och väljer själva musiken. Varje år uppmärksammas presskonferensen och programmen stort i landets samtliga massmedier. Sveriges Radio sänder regelmässigt direkt från presskonferensen, ofta med Ulf Elfving som rapportör och intervjuare.

### På senare år
Sedan 2007 har radiolyssnarna möjlighet att rösta fram en egen sommarpratare per sommar, kallad "lyssnarnas sommarvärd". Personen, som vanligtvis inte är känd, väljs ut genom en omröstning på hemsidan där alla kan lyssna på respektive kandidats förslag på inledning till programmet.
I samband med Sommars 50-årsjubileum 2009 inleddes ett arbete med att digitalisera gamla Sommar- och Vinterprogram och göra dem tillgängliga för lyssnarna. Långt ifrån alla program finns bevarade i Sveriges Radios arkiv, men 400 Sommarprogram finns att lyssna på via Sommars hemsida.
Ordet sommarpratare hamnade år 2018 på åttonde plats bland samtliga sökord från svenska användare.
Några sommarprogram har även översatts till engelska, bland andra Pewdiepie (2014) och Greta Thunberg (2020). Thunbergs program sändes även på BBC.

## Kritik och intermezzon

### Fällningar i granskningsnämnden
Programmet Sommar har fällts i granskningsnämnden vid två tillfällen. Den första var 1979 då Jan Guillou baktalade Per-Albin Hansson och den andra gången var året efter då Bodil Malmsten kritiserade organisationen Rätten Till Vår Död, numera Rätten Till en Värdig Död (RTVD).

### Oväntade händelser och uppmärksammade program
- 1993 – Komikern Henrik Schyffert drev med programformatet Sommar och var ironisk från början till slut i sitt program.[11]
- 1996 – Laila Freivalds påstod i sitt program att välling provocerar fram celiaki, ett uttalande som kritiserades av barnläkare.[11]
- 1998 – När dokusåpadeltagaren Åsa Vilbäck erbjöds att sommarprata var det med kravet att hon skulle dra tillbaka sin politiska kandidatur för Linköpingspartiet. Hon accepterade villkoret vilket medförde att bland annat Jan Guillou ifrågasatte hennes prioriteringar.[11]
- 2002 – Alexander Bard berättade för lyssnarna att intag av ecstacy medför "öppenhet, tolerans och nyfikenhet mot varandra" och menade att droganvändare kommer att ta över i framtiden. Till följd av detta fick han debattera mot en drogexpert påföljande dag.[11]
- 2004 – Sångerskan Regina Lund var fåordig under sitt sommarprat och lät istället musiken tala. Musiken bestod enbart av låtar från hennes egen repertoar vilket radiolyssnarna reagerade starkt på.[11]
- 2004 – Regissören Farnaz Arbabi uppmanar lyssnarna att sluta betala för kollektivtrafik och gå med i Planka.nu. Justitiekanslern granskade uttalandet och kom fram till att brottet varit ringa och inte föranledde straffansvar.[11]
- 7 juli 2005 – Kay Pollaks program avbröts av nyhetssändningar med anledning av bombdåden i London.[12][13]
- 9 juli 2005 – Lena Anderssons "ateistiska predikan" om Jesus, i vilken hon ifrågasatte Jesu kärleksfullhet, resulterade i minst sex anmälningar till granskningsnämnden och över 1 000 kritiska brev, e-post och telefonsamtal.[14]
- 2 augusti 2005 – Stefan Fidan, munk i det syrisk-ortodoxa Saffransklostret i Mardin i sydöstra Turkiet beslutade att inte ställa upp i programmet, då en turkisk tidning anklagat klostret för samröre med CIA och USA:s regering, som enligt tidningen har för avsikt att kristna Mellanöstern.[12][13]
- 2010 – Journalisten Cecilia Uddéns program anmäldes 32 gånger till granskningsnämnden efter att hon spelat en raplåt av sina söner, med textraden "we spit on SD".[11]
- 2014 – Poeten Athena Farrokhzad spelade låten "Beväpna er" med Ebba Grön vilket fick riksdagsledamoten Gunnar Axén (m) att, enligt honom själv, slänga ut sin tv.[15] Programmet mottog över 70 anmälningar till granskningsnämnden, vilket var rekord.[11][16]
- 26 juli 2014 – Christian Falks program blev det första i Sommars historia att sändas postumt då Falk avlidit i cancer några dagar tidigare.[17]
- 10 augusti 2017 – Artisten Robert Pettersson ställde med kort varsel in sin medverkan till följd av en depression. Istället sändes en repris av Henrik Dorsins sommarprat från 2012. Det är mycket ovanligt att sommarpratare ställer in sin medverkan.[18]

## Mångåriga sommarvärdar
Eftersom en person gjorde flera program per säsong under programmets första decennium, handlar nedanstående lista inte om hur många "Sommar"-program personerna gjort, utan hur många säsonger vederbörande varit värd för ett eller flera program. Nedanstående är en sammaräkning för åren 1959-2019. I antal program räknat toppar Torsten Ehrenmark och Jörgen Cederberg med 50 program vardera.

### Antal säsonger och sommarvärd
- 22 säsonger: Lars Ulvenstam
- 21 säsonger: Torsten Ehrenmark
- 17 säsonger: Jörgen Cederberg
- 15 säsonger: Carl-Olof Lång[21]
- 14 säsonger: Per Gunnar Evander
- 13 säsonger: Georg Eliasson och Bengt Feldreich
- 12 säsonger: Hans Alfredson, Gösta Knutsson, Maud Reuterswärd, Carl-Uno Sjöblom, Lars Widding
- 11 säsonger: Thord Carlsson, Tage Danielsson, Berndt Friberg, Oscar Hedlund, Per-Erik Lindorm, Bodil Malmsten, Bo Strömstedt, Elisabeth Söderström
- 10 säsonger: Olle Adolphson, Barbro Alving, Fredrik Burgman, Magnus Härenstam, Pekka Langer, Bo Setterlind.

## Listor över sommar- och vintervärdar
- Sommarvärdar 1950-tal
- Sommarvärdar 1960-tal
- Sommarvärdar 1970-tal
- Sommarvärdar 1980-tal
- Sommarvärdar 1990-tal
- Vintervärdar 1900-tal
- Sommarvärdar 2000-tal
- Vintervärdar 2000-tal
- Sommarvärdar 2010-tal
- Sommarvärdar 2020-tal

## Signaturmelodin
Första året Sommar sändes, 1959, användes "Gånglåt från Leksand" ur Hugo Alfvéns balettsvit Den förlorade sonen som signaturmelodi till programmet. Sedan dess har låten "Sommar, sommar, sommar", skriven av Sten Carlberg, använts som signaturmelodi till varje program. Carlberg skrev melodin sommaren 1952 när han var ute och seglade i Stockholms skärgård. Låten skrevs dock under pseudonymen Sten Roland. Därefter skrev Eric Sandström texten och döpte melodin till just "Sommar, sommar, sommar". Samma inspelning av låten används fortfarande och den är gjord på Södra Teatern med Åke Jelvings orkester.

## Vinter i P1
Eftersom programmet Sommar under tio år hade varit en succé startade man vintern 1969 ett motsvarande program kallat Vintergatan. Programmet sändes fram till 1974 i både P1 och P3. 1991 sändes ett enstaka Vinter-program med Jonas Gardell och 1993 sändes ett med Kjell Swanberg.
I december 2008 tillkännagav Sveriges Radio att programmet skulle tas upp igen, nu med programtiteln Vinter i P1. Cirka tio program sänds med "vintervärdar" (eller "vinterpratare") från och med juldagen fram till de första dagarna på det nya året. Sedan 2011 har Sveriges Radio låtit lyssnarna avgöra vilka av alla tidigare Sommarvärdar som ska bli Vintervärdar. Till signaturmelodi används Jules Sylvains Vintergatan (1927), i en nyinspelning av Sveriges Radios symfoniorkester dirigerad av Joakim Unander. Programchef är, precis som för Sommar i P1, Bibi Rödöö.